# Félix Fénéon
Ne doit pas être confondu avec Fénelon.
Félix Fénéon (Turin (Italie), 29 juin 1861 – Châtenay-Malabry (Seine), 29 février 1944), est un critique d'art, journaliste, collectionneur d'art et directeur de revues français.
Anarchiste, il s'engage dans la mouvance socialiste libertaire dès 1886 et collabore à de nombreux journaux ou revues, comme L’En-dehors (dont il assume la direction pendant l'exil de son fondateur Zo d'Axa à Londres). En 1894 il est inculpé lors du procès des Trente.
Jean Paulhan a écrit un essai intitulé Félix Fénéon ou le critique : Félix Fénéon incarne en effet avant tout le critique au goût très sûr, qui savait que Rimbaud, Jules Laforgue, Stéphane Mallarmé, Paul Valéry et Guillaume Apollinaire seraient les grands écrivains de leur temps, et non Sully Prudhomme ou François Coppée, et qui rendait justice aux impressionnistes puis aux post-impressionnistes quand ses confrères encensaient l'art académique.
Le prix Fénéon, littéraire et artistique, est créé en 1949 à l'initiative de la veuve de Félix Fénéon, Fanny Goubaux.

## Biographie

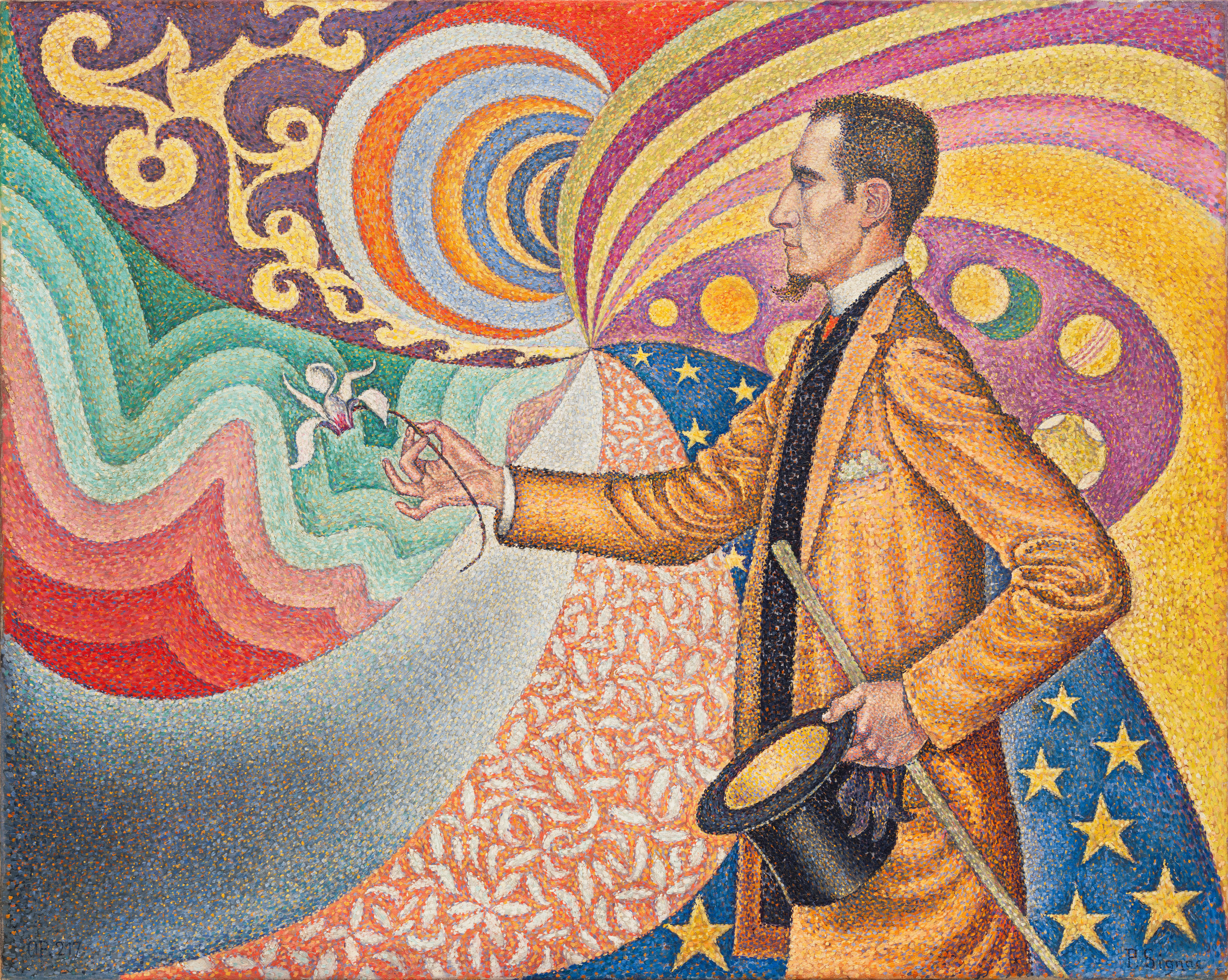
Paul Signac, Sur l'émail d'un fond rythmique de mesures et d'angles, de tons et de teintes, portrait de M. Félix Fénéon en 1890, Opus 217, New York, Museum of Modern Art.

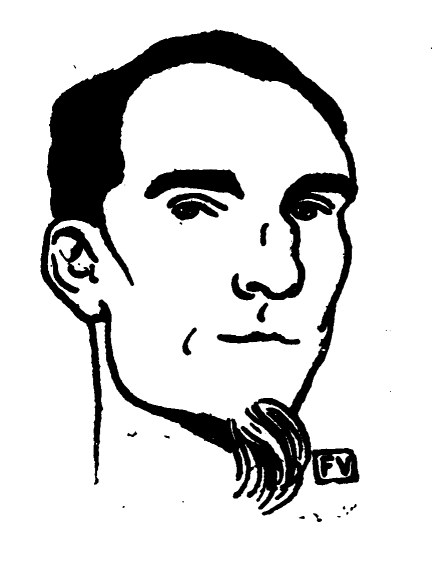
Félix Vallotton, Portrait de Félix Fénéon paru dans Le Livre des masques
de Remy de Gourmont (vol. II, 1898).

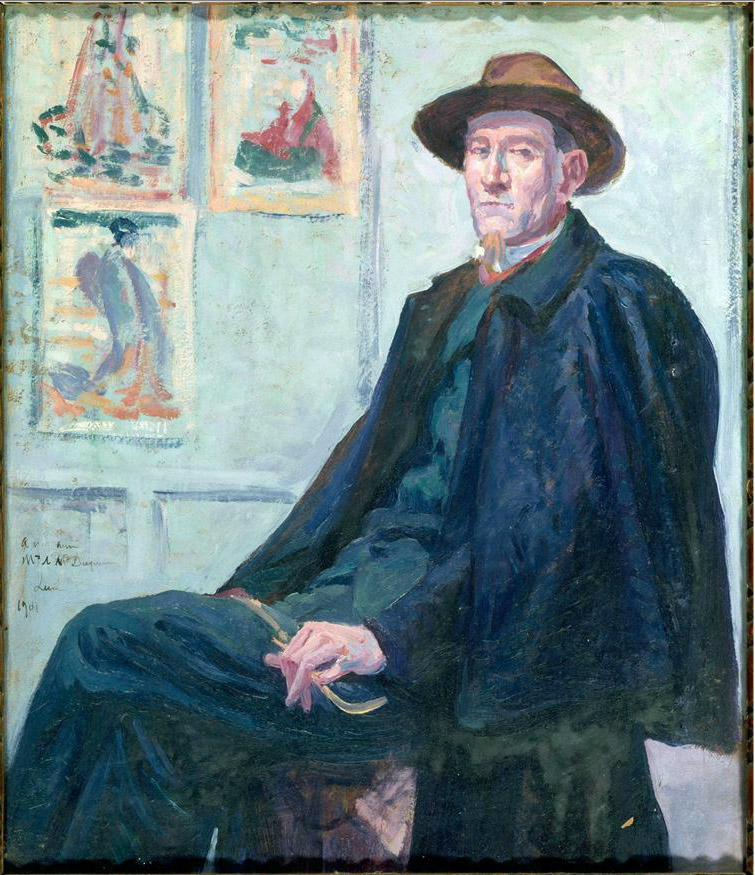
Maximilien Luce, Félix Fénéon (1901), Paris, musée d'Orsay.

Louis Félix Jules Alexandre Fénéon est le fils de Pierre Marie Jules Félix Fénéon (1824-1894), commis voyageur originaire de Bellevesvre et fils de médecin, et de Marie-Louise Jacquin (1836-1906). Le jeune Félix est éduqué en Saône-et-Loire, élève interne au lycée Lamartine à Mâcon, et il y est reçu au baccalauréat. Il passe alors le concours d'entrée au ministère de la Guerre, et s'y classe premier sur 60 candidats en mars 1881.
De 1881 à 1894 Félix Fénéon est employé au ministère de la Guerre : « Personne ne savait comme lui rédiger un rapport sur n'importe quoi, affirme un de ses collègues cité par Octave Mirbeau, et il se faisait une joie de rédiger les rapports des autres, pour qui ce travail intellectuel était une angoisse, une torture, et souvent une insurmontable difficulté. Les rapports de Fénéon étaient, paraît-il, des façons de chefs-d'œuvre, nets, précis, d'une langue administrative parfaite. Ce subtil et délicieux artiste, qui se plaisait parfois aux curieux déhanchements de la phrase, aux concordances de rythmes bizarres, avait la faculté d'écrire comme un rédacteur de codes. Il aimait à plaisanter ce talent particulier, mais qui prouve, contrairement aux récits de quelques nouvellistes, lesquels ne paraissent guère connaître celui qu'ils biographient et jugent avec tant d'assurance, combien son esprit était clair. ». Il habite avec ses parents à Paris au 26, rue Vaneau, puis au 78, rue Lepic. Il écrit des critiques d'art, des comptes-rendus de livres, deux contes et une ébauche de roman psychologique dans La Libre revue depuis le no 1 d'octobre 1883 au no 15 du 15 mars 1884.
Il s'engage dans le mouvement anarchiste dès 1886 et collabore à de nombreux journaux ou revues libertaires comme L’En-dehors — dont il assuma la direction pendant l'exil de Zo d'Axa à Londres —, La Renaissance, La Revue anarchiste, Le Père peinard, etc. Cette même année 1886, il s'occupe de la critique d'art dans la nouvelle revue La Vogue et y fait paraître les premiers articles sur les impressionnistes et les néo-impressionnistes.
On l'accuse d'avoir été l'auteur de l'attentat du 4 avril 1894 contre le restaurant Foyot situé au 33 de la rue de Tournon, attentat qui coûta un œil à Laurent Tailhade, ami personnel de Fénéon. Une perquisition à son domicile et à son bureau au ministère de la Guerre laisse découvrir du matériel, du mercure, qui, selon l'accusation, aurait pu permettre de fabriquer une bombe. Le 10 avril 1894 il quitte avec sa mère et Berthe Jacquin, sa jeune nièce de 13 ans, leur appartement pour emménager 4, passage Tourlaque. Il est incarcéré à la prison Mazas où il apprendra l'anglais. Il fait partie des accusés lors du procès des Trente en août 1894. De nombreux artistes et écrivains, notamment Stéphane Mallarmé et Octave Mirbeau, prennent sa défense. Mallarmé et Charles Henry viendront témoigner en sa faveur, tandis que Fénéon se paie le luxe de ridiculiser les magistrats par ses réparties piquantes et spirituelles (« Je ne lance de bombes, que littéraires… »),. En particulier, il explique que le mercure pouvait servir à confectionner des baromètres. C'est à cette époque qu'il fait la connaissance de Camille Platteel (1854-1943).
Très persuasif, il est finalement acquitté le 12 août 1894. Embauché par les frères Natanson, directeurs de La Revue blanche, il en devient secrétaire de rédaction, puis le rédacteur en chef. Il est partie prenante dans le soutien apporté au capitaine Dreyfus par les intellectuels regroupés autour de La Revue blanche et d'Émile Zola. Il est un des signataires du Manifeste des intellectuels publié par L'Aurore le 14 janvier 1898. Le 17 juin 1897, à la mairie du 18e arrondissement de Paris, il épouse Stéphanie Adèle Goubaux (1868-1946) dite Fanny, une amie de la famille, divorcée. Il poursuit tout de même sa relation avec sa maîtresse de longue date Camille Platteel. Cette dernière, amie de la famille van Rysselberghe, s'installe à Montmartre auprès de Théo van Rysselberghe et retrouve son amant. Il se partage entre les deux femmes qui connaissaient chacune l'existence de l'autre. En 1902 le couple Fénéon habite rue Damrémont.

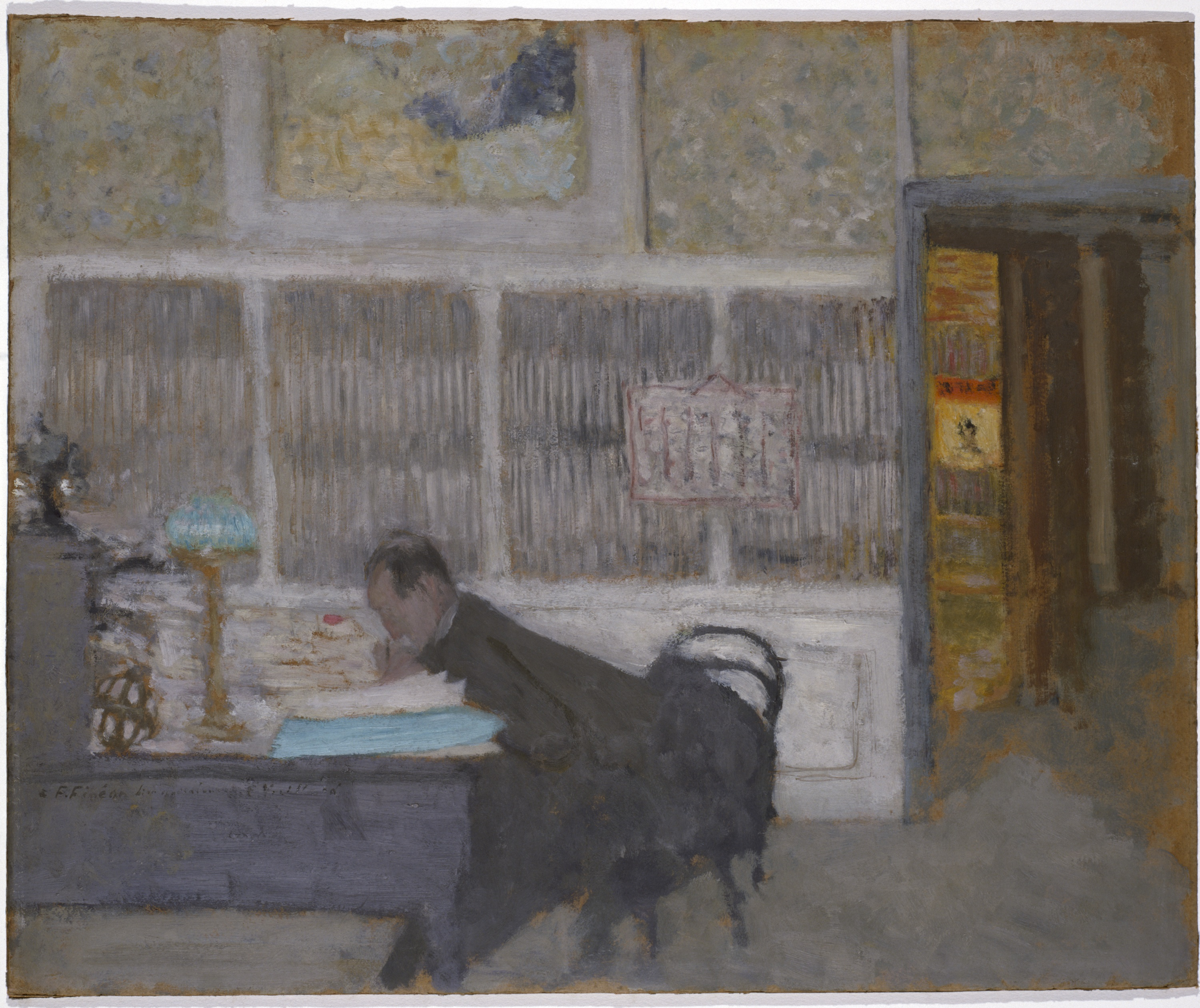
Édouard Vuillard, À la revue blanche (portrait de Félix Fénéon) (1901), New York, musée Solomon R. Guggenheim.

Il continue sa carrière journalistique au Figaro, puis au Matin, où il rédige ses célèbres « Nouvelles en trois lignes ». Il abandonne le journalisme à la fin de 1906 et devient employé, puis directeur artistique, de la galerie Bernheim-Jeune, située rue Richepanse à Paris. En 1912 il fait la connaissance de la danseuse Suzanne Louise des Meules, veuve Alazet, qui devient sa maîtresse.
Après la Première Guerre mondiale, et devant la révolution russe de 1917, il s'éloigne de l'anarchisme pour se rapprocher, dans l'amitié de Paul Signac, d'une sensibilité communiste.
De retour de vacances à Cagnes, il dirige de décembre 1919 à décembre 1926, pour la galerie Bernheim-Jeune, le Bulletin de la vie artistique, remarqué pour des articles très documentés sur des artistes et des collectionneurs. Dans le même temps, de 1920 à 1922, Fénéon est un des directeurs littéraires des Éditions de La Sirène, qui publient sous sa responsabilité James Joyce, Jules Laforgue, Jerome K. Jerome, Joseph Jolinon, Lucie Cousturier, Claude Anet, une réédition de Duranty, Stevenson…
En 1929 le couple Fénéon s'installe au 132, place Clichy, dans un appartement plus vaste que celui de la rue Eugène-Carrière encombré de tableaux. En 1931 il s'installe au 10, avenue de l'Opéra. Après que Félix a été opéré d'un cancer, en 1938, le couple part vivre de 1938 à 1940 à Valescure dans un appartement en location. En 1939, il acquiert à Saint-Palais-sur-Mer une petite maison qu'il nomme Ubu, peut-être en souvenir du chien de Pierre Bonnard. Le couple y séjourne de septembre 1939 à mars 1940, puis il entre à la clinique Sainte-Anne à Marseille. Le couple est ensuite accueilli par Suzanne Audibert des Meules dans sa maison La Bicoque, au bord de la mer. En juillet 1940 il effectue un nouveau séjour à Royan, puis retourne à Paris à la clinique Saint-Hilaire. Il rencontre Jean Paulhan, avec lequel il noue une amitié. En juin 1941 il est contraint de vendre une partie de sa collection pour payer les frais de la clinique.
Le 4 décembre 1941 à l'hôtel Drouot à Paris, une première partie de sa riche collection d'arts graphiques fut mise en vente publique par le commissaire-priseur Alphonse Bellier : 48 tableaux (Pierre Bonnard, Georges Braque, Émile Compard, Lucie Cousturier, Henri-Edmond Cross, Edgar Degas, Maurice Denis, André Derain, René Durey, Max Ernst, Édouard Goerg, Marcel Gromaire, Marie Laurencin, Maurice Loutreuil, Maximilien Luce, André Masson, Henri Matisse, Amedeo Modigliani, Auguste Renoir, Ker-Xavier Roussel, Paul Signac, Félix Vallotton et Édouard Vuillard), 15 dessins et neuf peintures de Georges Seurat, et plus tard, en juin 1947, une vente d'objets d'art africain. La collection fit l'objet de trois autres vacations à l'hôtel Drouot, avril, mai, et juillet 1947. L'État se porta acquéreur, avant la deuxième vente, le 30 mai 1947, de trois études pour Poseuses et de quatre dessins de Seurat (Paris, musée d'Orsay). Ces œuvres « figureront aux expositions à titre documentaire » souligne le papillon imprimé à cette occasion.
En 1942 les Fénéon s'installent chez le docteur Henri Le Savoureux, dans sa maison de repos de la Vallée-aux-Loups à Châtenay-Malabry. En avril 1943 il est élu malgré lui à l'académie Mallarmé. Il meurt le 29 avril 1944, quelques mois après Camille Platteel. Il est incinéré et repose à Paris au cimetière du Père-Lachaise (columbarium, case no 1597). Parmi les huit personnes qui assistent à l'incinération figurent Jean Paulhan et Bernard Groethuysen.

## Bilan et postérité
Fénéon est de son vivant surtout connu comme critique d'art et découvreur de talents. On lui doit un texte de première importance, le manifeste du néo-impressionnisme, « Les impressionnistes en 1886 », publié par la revue La Vogue. Cette mince plaquette, éditée à 227 exemplaires, est la seule de ses œuvres, si l'on excepte ses contributions aux volumes Petit Bottin des arts et des lettres, Portraits du prochain siècle et sa contribution aux Rassemblements ou Badauderies parisiennes, qui furent publiées de son vivant.
Il fit découvrir et/ou publier des auteurs tels que Jules Laforgue, Alfred Jarry, Stéphane Mallarmé, Apollinaire, Rimbaud. En peinture, il contribua à faire connaître tout d'abord Georges Seurat, puis Camille Pissarro déjà bien installé, Pierre Bonnard, Paul Signac, Kees van Dongen, Henri Matisse, Maurice Denis, Émile Compard, et d'autres encore.
« Malgré son aspect volontairement froid, sa politique un peu roide, le dandysme spécial de ses manières, réservées et hautaines », écrit Octave Mirbeau, « il a un cœur chaud et fidèle. Mais il ne le donne pas à tout le monde, car personne n'est moins banal que lui. Sa confiance une fois gagnée, on peut se reposer en lui comme sous un toit hospitalier. On sait qu'on y sera choyé et défendu, au besoin. » « Tout était étrange en lui », note Jean Ajalbert, « de sa longue tête anguleuse, de sa face à barbiche, de yankee de café-concert, à son flegme jamais démonté. À travers les conversations échauffées, il n'intervenait que par apophtegmes doux, d'une voix caressante, imprévue de ce grand corps comme en bois, sous le mac-farlane rigide, le crâne surmonté du haut de forme à bords plats. »
Fénéon, selon la formule d'Apollinaire, « n'a jamais été très prodigue de sa prose ». Si ses articles sont innombrables, ils tiennent parfois en une demi-ligne, comme cette critique d'un roman : « Dédié à Madame Edmond Adam et certainement approuvé d'elle », ou ce commentaire dédaigneux d'un pastel médiocre : « G. Dubufe. – De M. Guillaume Dubufe. »

Il n'est pourtant pas avare d'ironie lorsqu'il s'agit de critique théâtrale. Lorsqu'Adolphe Tabarant adapte en 5 actes le roman Le Père Goriot, représenté plusieurs fois au Théâtre-Libre, il l'attaque dans Le Chat noir du 31 octobre 1891. 
« Au mépris des droits de la tombe, contraindre Balzac à une collaboration, comme fait M. Adolphe Tabarant, c’est peu révérencieux. Mais, du moins, pouvait-on penser qu’un tel escaladeur de cimetières littéraires garderait cette belle hardiesse et ne voudrait voir, dans l’épisode de roman dont il s’emparait, que matière première à repétrir à sa guise en vue d’une œuvre dramatique ayant sa beauté propre et donnât, par d’autres artifices, l’équivalent de l’original. Point.  »
Fénéon s'est beaucoup engagé dans la promotion de l'œuvre de Seurat ; ainsi, à la demande de sa famille, il établit l'inventaire pictural du peintre après son décès, aux côtés de Maximilien Luce et Paul Signac, qui signe l'inventaire mais est absent. Il a acquis tout au long de sa vie des œuvres importantes de l'artiste, qui sont aujourd'hui exposées dans les musées. À partir des années 1930, il a entrepris le catalogue raisonné de l’œuvre du peintre, en collaboration avec César M. de Hauke, auquel Fénéon avait donné sa documentation et les autographes qu'il possédait de Seurat.
Son ami Paul Signac peignit de lui en 1890-1891 un « savoureux portrait [qui] marque dans son œuvre le point culminant du décoratif, du japonisme et de l'abstraction » ; ce tableau appartenant au Museum of Modern Art de New York figura à l'exposition « Paul Signac 1863-1935 », au Grand Palais, à Paris, du 1er mars au 28 mai 2001.
La première exposition monographique lui étant dédiée, « Félix Fénéon (1861-1944) les arts lointains », s'est tenue à Paris au musée du quai Branly - Jacques Chirac du 28 mai au 29 septembre 2019.

## Publications

### Ouvrages

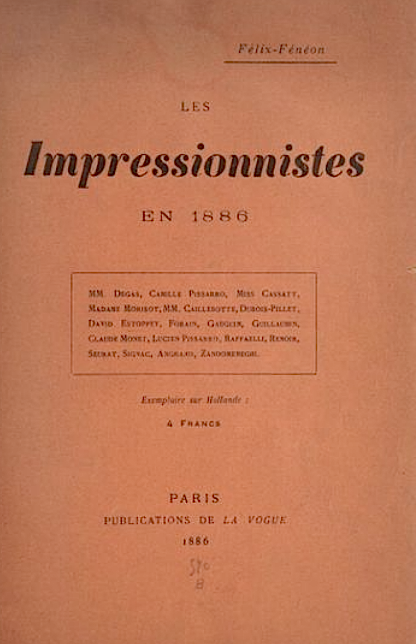
Couverture de Les Impressionnistes en 1886.

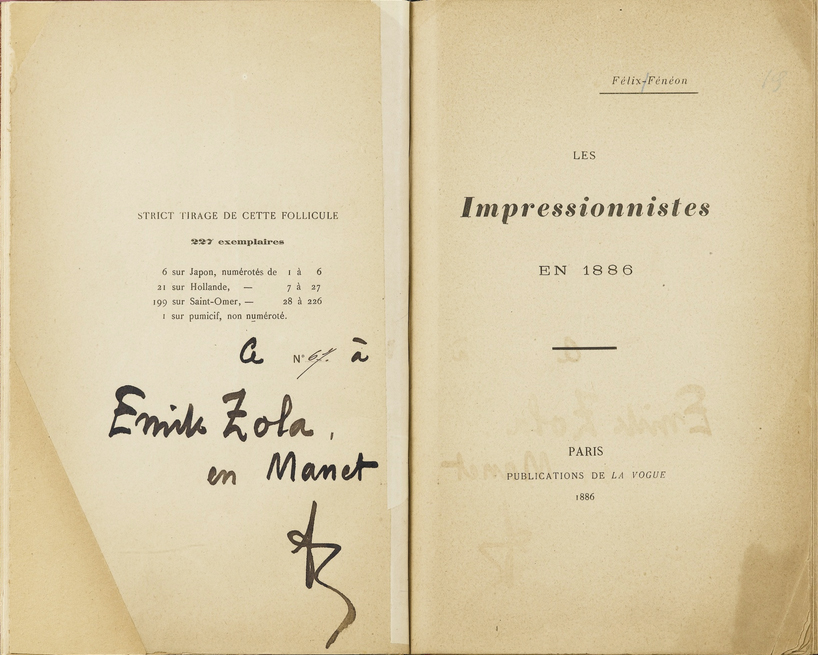
Page de faux-titre et envoi à Émile Zola des Impressionnistes en 1886.

- [Anonyme] Petit Bottin des arts et des lettres, Paris, Nouvelle Librairie Parisienne, F. Giraud & Cie Editeurs, [février] 1886 — attribué à Paul Adam, Oscar Méténier, Jean Moréas et Félix Fénéon.
- Les Impressionnistes en 1886, Paris, Publications de La Vogue, 1886 [tiré à part, issu de deux articles publiés en juin et juillet 1886, plus un texte inédit].
- [Collectif] Portraits du prochain siècle. Poètes et Prosateurs, Paris, Edmond Girard, 1894.
- « L'incendie » et « Le charmeur d'oiseau », in: [Collectif] Badauderies parisiennes. Les Rassemblements : physiologies de la rue[21], ill. par Félix Vallotton et François Courboin, Paris, Les Bibliophiles indépendants / Henri Floury, 1896 — observées et notées par Paul Adam, Alfred Athys, Victor Barrucand... — sur Gallica.

### Traductions
- Jane Austen, Catherine Morland [Northanger Abbey], trad. de l'anglais, Paris, éditions de la Revue blanche, 1899.
- Fiodor Dostoïevski, Un adolescent, trad. du russe avec J. W. Bienstock, Paris, éditions de la Revue blanche, 1902.

### Quelques articles en revues
- « Exposition nationale des Beaux-Arts. 15 septembre-31 octobre 1883 », La Libre revue, t. I, no 1, 01 octobre 1883, p. 17-21.
- « Exposition nationale des Beaux-Arts. 15 septembre-31 octobre 1883 », La Libre revue, t. I, no 2, 16 octobre 1883, p. 38-40.
- « Les arts incohérents (Exposition du 15 octobre au 15 novembre 1883) », La Libre revue, t. I, no 3, 01 novembre 1883, p. 68-69.
- « Les ventres », La Libre revue, t. I, no 5, 01 décembre 1883, p. 97-105.
- « Bulletin bibliographique et informations », La Libre revue, t. I, no 6, 16 décembre 1883, p. 140-141.
- « Chronique d’art. I. Exposition de la Société des jeunes artistes (rue Saint-Honoré) (du 1er au 28 décembre 1883) II. Exposition des œuvres de C. A. Sellier (École des Beaux-Arts) (du 10 au 28 décembre 1883) », La Libre revue, t. I, no 6, 16 décembre 1883, p. 142-143.
- « La Muselée. Roman psychologique », [annonce et plan d’un projet de roman], La Libre revue, t. I, no 6, 16 décembre 1883.
- « L’art du XVIIIe siècle. Galerie de M. G. Petit, 8 rue de Sèze (décembre 1883-janvier 1884) », La Libre revue, t. I, no 7, 01 janvier 1884, p. 164-165.
- « À l’exposition d’Édouard Manet », La Libre revue, t. II, no 8, 16 janvier 1884, p. 186-188.
- « Exposition du cercle artistique de la Seine (janvier 1884. Paris, rue de la Chaussée d’Antin, 3 bis) », La Libre revue, t. II, no 8, 16 janvier 1884, p. 188-189.
- « Les expositions artistiques à Paris », [Exposition des dessins de l’école moderne (1780-1884) ; Exposition annuelle des aquarellistes français ; Exposition du cercle des Mirlitons ; Galerie Vivienne ; Exposition du Cercle Volney], La Libre revue, t. II, no 10, 16 février 1884, p. 234-235.
- « Les livres », [comptes rendus bibliographiques], La Libre revue, t. II, no 10, 16 février 1884, p. 236-239.
- « L’armure », La Libre revue, t. II, no 16, 16 mai 1884, p. 368-373.

- Iront-ils au Louvre ? Enquête sur les arts lointains, Félix Fénéon (dir.), dans Bulletin de la vie artistique, 24, 25 et 26, Paris, 15 nov., 1er et 15 décembre 1920, p. 662-669, 693-703, 726-738 (no 24 et 26 ; 25 en ligne) ; repr. Toulouse, 2000  (ISBN 978-2-913243-13-2).

### Ouvrages posthumes
- Œuvres, préface de Jean Paulhan, Paris, Gallimard, 1948.
- Œuvres plus que complètes, Édition Joan U. Halperin, Librairie Droz, 1970.
- Nouvelles en trois lignes, éditions Macula, Paris, 1990 ; Le Mercure de France (2 volumes), Paris, 1997-1998, 2015 ; Le livre de poche, coll. « Biblio », no LP9, 1998.
- Correspondance de Fanny et Félix Fénéon avec Maximilien Luce, ill. par Luce de portraits originaux ; éd. établie par Maurice Imbert, Tusson, Du Lérot éditeur, 2001.
- Petit supplément aux œuvres plus que complètes, édition établie par Maurice Imbert, Tusson, Du Lérot éditeur, 2003, volume 1.
- Le Procès des Trente, Histoires littéraires et Du Lérot éditeur, 2004 ; édition établie par Maurice Imbert d'après les articles de journaux, 150 pages, concernant le procès, rassemblés par la mère de Félix Fénéon et annotés par lui-même, illustré.
- Petit supplément aux œuvres plus que complètes, édition établie par Maurice Imbert, Tusson, Du Lérot éditeur, 2006, volume 2.
- Correspondance de Stéphane Mallarmé et Félix Fénéon, édition établie par Maurice Imbert, Tusson, Du Lérot éditeur, 2007.
- Nouvelles en trois lignes, avec une préface d'Arthur Bernard, dans une mise en pages de Philippe Millot (graphiste) (SPMillot), Grenoble, Éditions Cent Pages, 2009   (ISBN 978-2-9163-9011-6)
- Correspondance John Gray et Félix Fénéon, édition établie par Maurice Imbert, Tusson, Du Lérot éditeur, 2010.
- Georges Seurat, préface de Maurice Imbert, L'Échoppe, coll. « Envois », Paris, 2010.
- Lettres à Léon Vanier, introduction et notes de Maurice Imbert, Tusson, Du Lérot, 2013, 48 p.  (ISBN 978-2-35548-072-0).
- Les Ventres et autres contes, Lenka lente, Nantes, 2016, 48 p. plus cd  (ISBN 9791094601082).
- Nouvelles en trois lignes, dessins de Philippe Hélénon, Fata morgana, 2017, 64 p.  (ISBN 9782851949813).
- Lettres & enveloppes rimées à Noura, édition établie, présentée et annotée par Joan Ungersma Halperin, Éditions Claire Paulhan, Paris, 2018.  (ISBN 978-2-912222-61-9)[22].
- Correspondance 1917-1944, Félix Fénéon & Jean Paulhan, édition établie par Patrick Fréchet et Claire Paulhan, Éditions Claire Paulhan, Paris, 2019  (ISBN 978-2-912222-67-1)[23].
- M. Degas, Le Ouïgour indiscret, 2019.

## Expositions
- « Félix Fénéon (1861-1944) les arts lointains », Paris, musée du quai Branly - Jacques Chirac, du 28 mai au 29 septembre 2019.
- « Félix Fénéon, l'aventurier de l'art », Paris, musée de l'Orangerie, jusqu'au 27 janvier 2020.

### Émission radiophonique
- Collectif, L’incroyable histoire de l’anarchiste et critique d'art Félix Fénéon, Europe 1, 7 juin 2019 (écouter en ligne).